# Бијенале словачких ликовних уметника у Србији
Бијенале словачких ликовних уметника у Србији (свк. Bienále slovenských výtvarníkov v Srbsku) је ликовна манифестација војвођанских Словака која се одржава сваке друге године у новембру-децембру у Бачком Петровцу.

## Историјат
Бијенале словачких ликовних уметника у Србији организује се од 1991. године и спада у најзначајније ликовне манифестације војвођанских Словака. Ова манифестација окупља академске сликаре, графичаре и вајаре у Србији, припаднике словачке националне мањине, чланове професионалних удружења сликара Војводине и Србије. Бијенале омогућава представљање савременог сликарског стваралаштва овдашњих Словака.
У оквиру Бијенала одржава се и ликовно саветовање и додељују се најзначајније награде из области ликовног стваралаштва Словака у Војводини: Награда „К. М. Лехотски“ (названа по сликару Каролу Милославу Лехотском) за најбољу изложбу између два Бијенала и Награда „Kирил Кутлик“ (названа по сликару Кирилу Кутлику) за животно дело из области ликовних уметности међу Словацима у Србији.
Организатори манифестације су Галерија Зуске Медвеђове и општина Бачки Петровац.

## Галерија
- Фотографија учесника 13. Бијенала словачких ликовних уметника у Србији (2015)
- Фотографија учесника 14. Бијенала словачких ликовних уметника у Србији (2017)